# Ładawy
Ładawy, w użyciu również nazwa Kolonia Ładawy – wieś w Polsce położona w województwie łódzkim, w powiecie łęczyckim, w gminie Świnice Warckie. Miejscowość wchodzi w skład sołectwa Tolów.
W latach 1954–1959 wieś należała i była siedzibą władz gromady Ładawy, po jej zniesieniu w gromadzie Biernacice. W latach 1975–1998 miejscowość należała administracyjnie do województwa konińskiego.